# Самоков (Північна Македонія)
Самоков (мак. Самоков) — село у Північній Македонії, входить до складу общини Македонський Брод Південно-Західного регіону.
Населення — 388 осіб (перепис 2002), за етнічним складом — усі македонці.

## Галерея

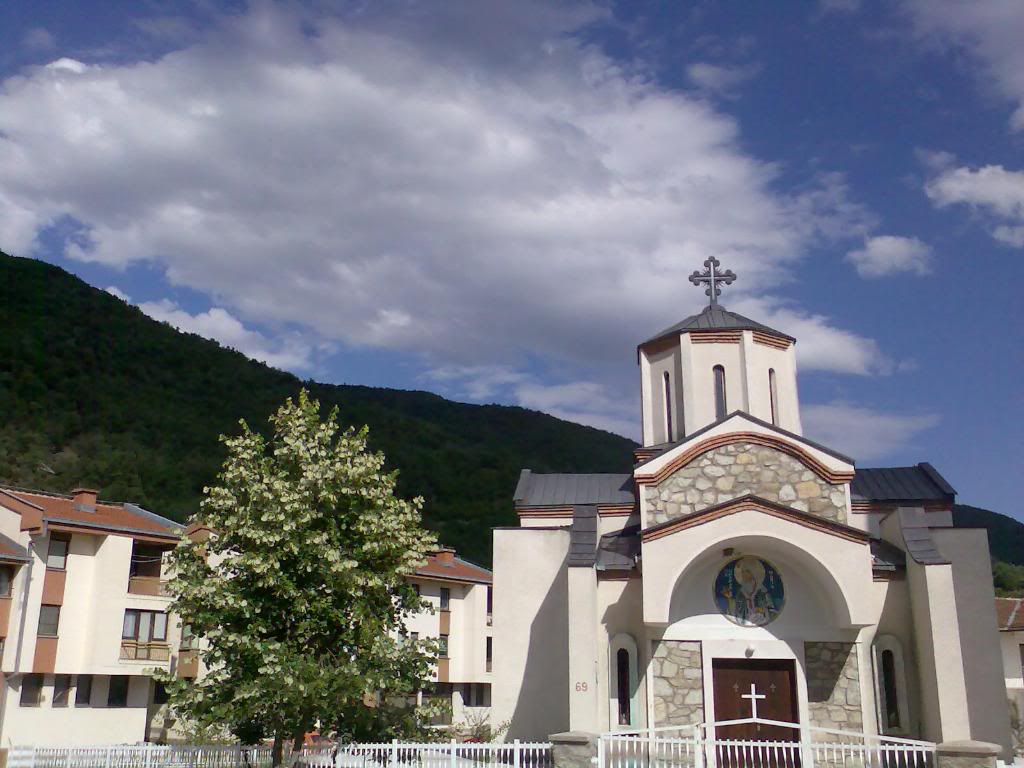
Церква Св. Іллі
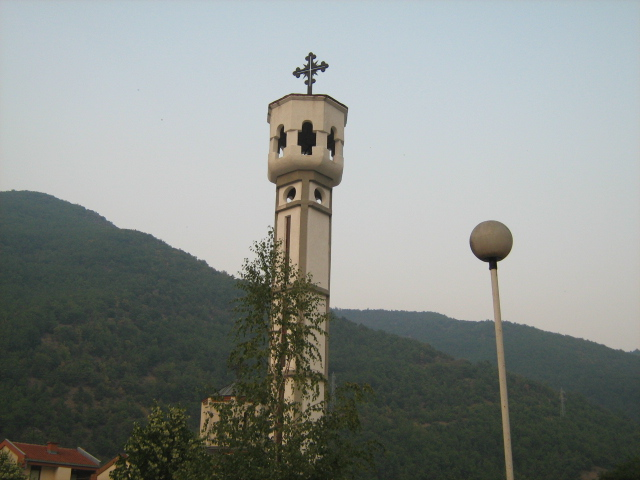
Церква
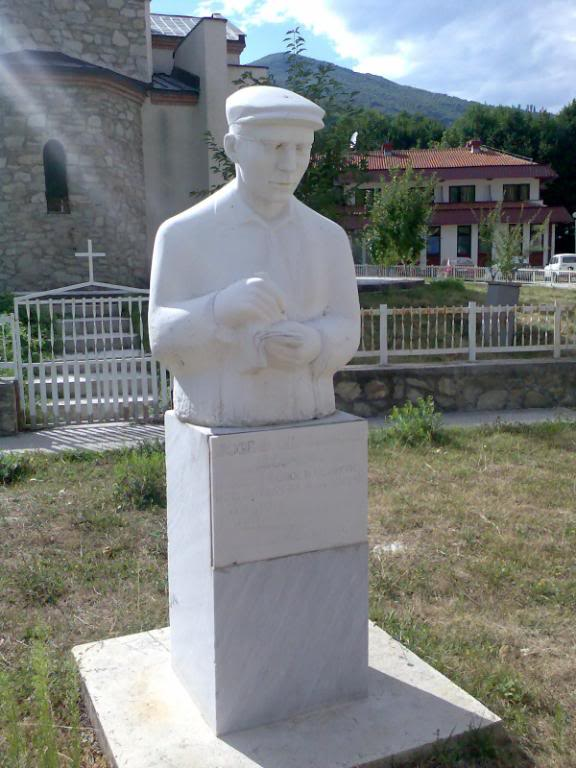
Пам'ятник Йозефу Обрембському
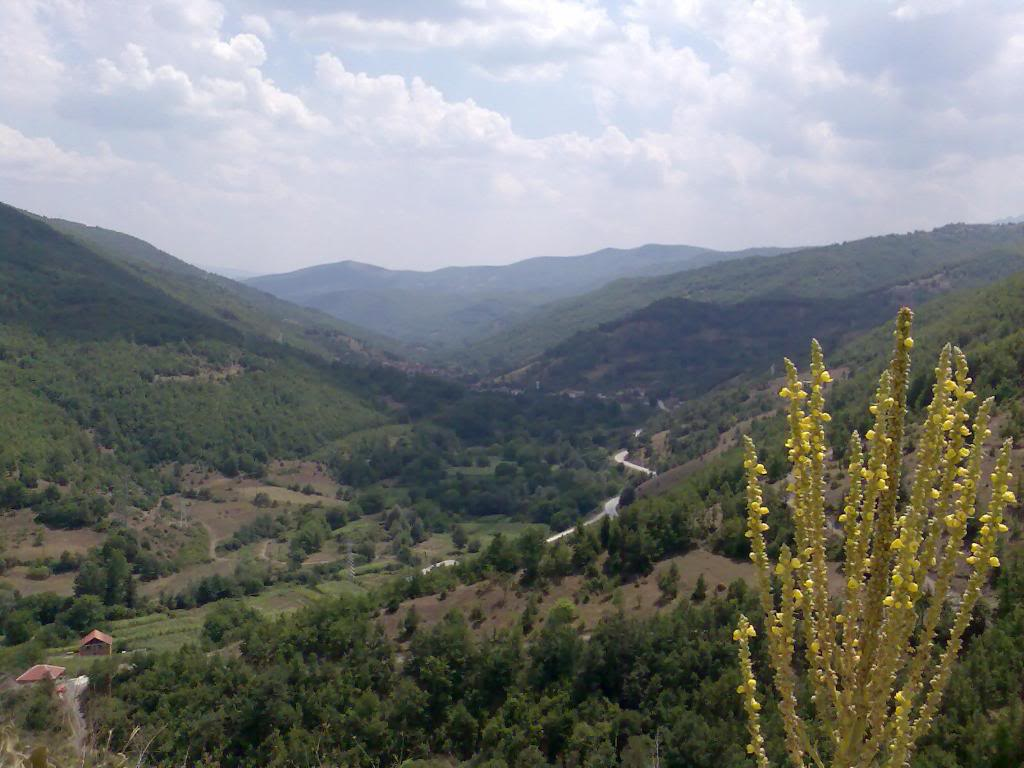
Вид з гори